# Gran Premio di Monaco 1950
Il Gran Premio di Monaco 1950 è stata la seconda prova della stagione 1950 del campionato mondiale di Formula 1. La gara si è tenuta domenica 21 maggio sul circuito di Monte Carlo a Monaco ed è stata vinta dall'argentino Juan Manuel Fangio su Alfa Romeo, al primo successo in carriera; Fangio ha preceduto all'arrivo l'italiano Alberto Ascari su Ferrari e il monegasco Louis Chiron su Maserati.
Per Juan Manuel Fangio è il primo Grand Chelem (pole position, giro veloce e vittoria del Gran Premio conducendo tutti i giri in testa) in carriera in Formula 1 e il primo della storia della competizione e il secondo per l'Alfa Romeo. Con 98,701 km/h di velocità media, il Gran Premio fissa inoltre il record della gara più lenta senza interruzioni della storia della Formula 1.

## Vigilia

### Aspetti tecnici
Il Gran Premio di Monaco si svolge sul circuito di Monte Carlo, allestito sin dal 1929 per le vie del Principato. Il circuito, nella versione usata fino al 1954, era lungo 3 180 m e possedeva 14 curve. La prima parte del tracciato percorre strade interne al centro urbano, mentre la seconda costeggia il mar Ligure passando nella zona portuale della città. Essendo Monaco ubicata su una zona collinare, il circuito presenta delle notevoli variazioni di altezza; in particolare il primo tratto è tutto in salita fino alla curva Massenet, dalla quale la pista è in discesa fino alla Portier. Altri dislivelli sono presenti tra Le Tunnel e la Chicane du Port e infine alla Bureau de Tabac.
Il pilota statunitense Harry Schell si è iscritto alla gara con una Cooper T12, la prima vettura di Formula 1 a motore posteriore. Tale monoposto monta un motore V2 della JAP da 1,1 litri. Quest'ultimo, assieme al V12 della Ferrari, rappresenta inoltre il debutto nel campionato mondiale dei motori a V.

### Aspetti sportivi
Il Gran Premio rappresenta il secondo appuntamento stagionale a distanza di una settimana dalla disputa del Gran Premio di Gran Bretagna, prima gara del campionato. È il primo Gran Premio e l'unico stagionale a disputarsi su un circuito cittadino non permanente.
Alla seconda prova del 1950 si presentano, tra le scuderie italiane, l'Alfa Romeo con tre 158 guidate dai piloti Nino Farina, Juan Manuel Fangio e Luigi Fagioli, l'Officina Alfieri Maserati con due 4CLT-48 guidate da Louis Chiron e Franco Rol e la Scuderia Ferrari, alla sua prima partecipazione a un Gran Premio di Formula 1, con tre 125 guidate da Alberto Ascari, Luigi Villoresi e Raymond Sommer. Al Gran Premio era iscritto anche Clemente Biondetti, con la Scuderia Milano, tuttavia non arrivò alla gara.
La Maserati fornisce le vetture anche alla svizzera Scuderia Enrico Platé, con i piloti Prince Bira e Toulo de Graffenried, e all'argentina Scuderia Achille Varzi, con José Froilán González e Alfredo Pián. Tutti guidano una 4CLT-48, tranne Pián, che guida una 4CLT-50.
La squadra francese Equipe Gordini iscrive due Simca-Gordini T15 e le affida ai francesi Robert Manzon e Maurice Trintignant.
La Talbot-Lago non si presenta alla gara come squadra ufficiale, sebbene fosse iscritta, ma come fornitore di telai alle privatiste Écurie Belge, con Johnny Claes, alla Écurie Rosier, con Louis Rosier e Charles Pozzi, e ai piloti Philippe Étancelin e Pierre Levegh. Pozzi e Levegh in seguito non partecipano alla gara.
L'ultima scuderia privatista iscritta era la Horschell Racing Corporation, con Harry Schell alla guida della Cooper T12.
Partecipano anche i piloti britannici Cuth Harrison e Bob Gerard su ERA B e Peter Whitehead su Ferrari 125.

## Qualifiche

### Resoconto
Si svolgono due sessioni di qualifica, come da tradizione al giovedì e al sabato, alle quali Charles Pozzi, Yves Giraud-Cabantous, Pierre Levegh e Clemente Biondetti non prendono parte.
La griglia di partenza viene condizionata pesantemente dal grave incidente occorso all'argentino Alfredo Pián al sabato, il quale, a causa di una macchia d'olio, va a sbattere contro una tribuna con la sua Maserati, fratturandosi così una caviglia; non prenderà più parte a un Gran Premio di Formula 1. 
La sessione del sabato viene sospesa definitivamente e le posizioni di partenza vengono stabilite come segue: le prime cinque posizioni in griglia vengono assegnate ai piloti che hanno ottenuto i cinque migliori tempi nella sessione di prove del giovedì; dalla sesta posizione in griglia in avanti, si tiene invece conto solo del miglior tempo ottenuto nella sessione del sabato da ciascuno dei restanti piloti.
Questo sistema penalizzò soprattutto Luigi Villoresi che, pur avendo ottenuto il secondo tempo assoluto, partì dalla terza fila in sesta posizione.

### Risultati
Nella sessione di qualifica si è avuta questa situazione:
| Pos | Nº | Pilota                | Costruttore        | Tempo       | Griglia |
| --- | -- | --------------------- | ------------------ | ----------- | ------- |
| 1   | 34 | Juan Manuel Fangio    | Alfa Romeo         | 1'50"2      | 1       |
| 2   | 32 | Nino Farina           | Alfa Romeo         | 1'52"8      | 2       |
| 3   | 2  | José Froilán González | Maserati           | 1'53"7      | 3       |
| 4   | 14 | Philippe Étancelin    | Talbot-Lago-Talbot | 1'54"1      | 4       |
| 5   | 36 | Luigi Fagioli         | Alfa Romeo         | 1'54"2      | 5       |
| 6   | 38 | Luigi Villoresi       | Ferrari            | 1'52"3      | 6       |
| 7   | 40 | Alberto Ascari        | Ferrari            | 1'53"8      | 7       |
| 8   | 48 | Louis Chiron          | Maserati           | 1'56"3      | 8       |
| 9   | 42 | Raymond Sommer        | Ferrari            | 1'56"6      | 9       |
| 10  | 16 | Louis Rosier          | Talbot-Lago-Talbot | 1'57"7      | 10      |
| 11  | 10 | Robert Manzon         | Simca-Gordini      | 2'00"4      | 11      |
| 12  | 52 | Toulo de Graffenried  | Maserati           | 2'00"7      | 12      |
| 13  | 12 | Maurice Trintignant   | Simca-Gordini      | 2'01"4      | 13      |
| 14  | 24 | Cuth Harrison         | ERA                | 2'01"6      | 14      |
| 15  | 50 | Prince Bira           | Maserati           | 2'02"2      | 15      |
| 16  | 26 | Bob Gerard            | ERA                | 2'03"4      | 16      |
| 17  | 44 | Franco Rol            | Maserati           | 2'04"5      | 17      |
| 18  | 4  | Alfredo Pián          | Maserati           | senza tempo | 18      |
| 19  | 6  | Johnny Claes          | Talbot-Lago-Talbot | 2'12"0      | 19      |
| 20  | 8  | Harry Schell          | Cooper-JAP         | senza tempo | 20      |
| 21  | 28 | Peter Whitehead       | Ferrari            | senza tempo | 21      |

## Gara

### Resoconto
Al primo giro della gara si verifica un rovinoso incidente multiplo quando un'ondata improvvisa invade la curva del Tabaccaio. Juan Manuel Fangio, già in testa, riesce a evitarla e Nino Farina, in quel momento in seconda posizione, si scontra con la Maserati di José Froilán González che prende fuoco. L'argentino riesce in breve tempo a uscire dalla vettura con qualche ustione, e altri piloti, tentando di evitare le due vetture, effettuano collisioni tra loro. Luigi Fagioli, in quinta posizione, sterza bruscamente, andando in testacoda e viene urtato dal sopraggiungente Louis Rosier. Nella carambola si ritirano complessivamente dieci piloti (tra un parco partenti di 19). Soltanto Fangio riesce a evitarla restando in testa alla gara. Luigi Villoresi viene attardato in maniera irreparabile al secondo giro dalla pista ostruita dalle vetture incidentate. Escono subito di scena due grandi protagonisti del precedente Gran Premio di Gran Bretagna, Farina e Fagioli, mentre Villoresi tenta una rimonta portandosi, al 55º giro, a 32 secondi da Fangio, prima di arrendersi al 63º giro per problemi alla trasmissione. Prima, al 36º giro, si era ritirato anche Philippe Étancelin per una perdita d'olio.
Alla fine Juan Manuel Fangio, dopo avere doppiato tutti, e senza grandi problemi, riesce a conquistare la sua prima vittoria in Formula 1, raggiunge Farina in testa alla classifica con 9 punti e ottiene il primo Grand Chelem della storia: pole position, giro più veloce, vittoria della gara condotta sempre in testa. La Ferrari 125 non si è dimostrata all'altezza delle Alfa Romeo e già Enzo Ferrari comincia a pensare ad una vettura tutta nuova, con motore aspirato.
Il 3º posto di Louis Chiron lo ha reso l'unico pilota monegasco a segnare punti in Formula 1 fino al Gran Premio d'Azerbaigian 2018, quando Charles Leclerc ottenne 8 punti piazzandosi 6º, e l'unico monegasco a salire sul podio fino al Gran Premio del Bahrein 2019, quando lo stesso Leclerc arrivò terzo.

### Risultati
I risultati del Gran Premio sono i seguenti:
| Pos | Nº | Pilota                | Costruttore        | Giri | Tempo/Ritiro           | Griglia | Punti |
| --- | -- | --------------------- | ------------------ | ---- | ---------------------- | ------- | ----- |
| 1   | 34 | Juan Manuel Fangio    | Alfa Romeo         | 100  | 3h13'18"7              | 1       | 9     |
| 2   | 40 | Alberto Ascari        | Ferrari            | 99   | +1 giro                | 7       | 6     |
| 3   | 48 | Louis Chiron          | Maserati           | 98   | +2 giri                | 8       | 4     |
| 4   | 42 | Raymond Sommer        | Ferrari            | 97   | +3 giri                | 9       | 3     |
| 5   | 50 | Prince Bira           | Maserati           | 95   | +5 giri                | 15      | 2     |
| 6   | 26 | Bob Gerard            | ERA                | 94   | +6 giri                | 16      |       |
| 7   | 6  | Johnny Claes          | Talbot-Lago-Talbot | 94   | +6 giri                | 19      |       |
| Rit | 38 | Luigi Villoresi       | Ferrari            | 63   | Trasmissione           | 6       |       |
| Rit | 14 | Philippe Étancelin    | Talbot-Lago-Talbot | 36   | Perdita d'olio         | 4       |       |
| Rit | 2  | José Froilán González | Maserati           | 1    | Incendio               | 3       |       |
| Rit | 36 | Luigi Fagioli         | Alfa Romeo         | 0    | Collisioni multiple    | 5       |       |
| Rit | 32 | Nino Farina           | Alfa Romeo         | 0    | Collisioni multiple    | 2       |       |
| Rit | 16 | Louis Rosier          | Talbot-Lago-Talbot | 0    | Collisioni multiple    | 10      |       |
| Rit | 10 | Robert Manzon         | Simca-Gordini      | 0    | Collisioni multiple    | 11      |       |
| Rit | 8  | Harry Schell          | Cooper-JAP         | 0    | Collisioni multiple    | 20      |       |
| Rit | 52 | Toulo de Graffenried  | Maserati           | 0    | Collisioni multiple    | 12      |       |
| Rit | 12 | Maurice Trintignant   | Simca-Gordini      | 0    | Collisioni multiple    | 13      |       |
| Rit | 24 | Cuth Harrison         | ERA                | 0    | Collisioni multiple    | 14      |       |
| Rit | 44 | Franco Rol            | Maserati           | 0    | Collisioni multiple    | 17      |       |
| NP  | 4  | Alfredo Pián          | Maserati           | 0    | Incidente in qualifica | –       |       |
| NP  | 28 | Peter Whitehead       | Ferrari            | 0    | Motore                 | –       |       |

Juan Manuel Fangio riceve un punto addizionale per aver segnato il giro più veloce della gara.

## Classifica mondiale
| Pos | Pilota                | Punti |
| --- | --------------------- | ----- |
| 1   | Nino Farina           | 9     |
| =   | Juan Manuel Fangio    | 9     |
| 3   | Luigi Fagioli         | 6     |
| =   | Alberto Ascari        | 6     |
| 5   | Louis Chiron          | 4     |
| =   | Reg Parnell           | 4     |
| 7   | Raymond Sommer        | 3     |
| =   | Yves Giraud-Cabantous | 3     |
| 9   | Louis Rosier          | 2     |
| =   | Prince Bira           | 2     |